# 枚氏鐄

枚氏鐄

枚妙妃（越南语：／；1899年—1980年），名枚氏鐄（越南语：／），越南阮朝維新帝阮福晃的妃嬪。
枚氏鐄是承天府香茶縣安寧總金龍社（今屬承天順化省順化市香龍坊金龍村）人，禮部尚書枚克敦長女，成泰十一年（1899年）出生。維新九年十二月二十六日（1916年1月30日），枚氏鐄被選入維新帝後宮。維新十年（1916年）三月，枚氏鐄被冊封為二階妙妃（越南语：／）。四月，維新帝被廢，法屬殖民政府將維新帝流放至印度洋留尼汪島。維新帝選擇與枚氏鐄離婚，並建議其改嫁，但遭到了枚氏鐄的拒絕。
1980年，枚氏鐄在順化市去世。